# Колонізація Африки
Колонізація Африки — процес європейської (раніше також азійської) колонізації африканського континенту.

## Давня історія європейського контролю Африки

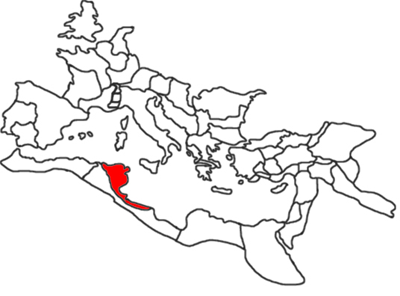
Римська провінція Африка близько 120 року

В античну епоху об'єктом колонізації з боку Європи і Малої Азії була Північна Африка.
Перші спроби європейців підпорядкувати собі африканські території датуються ще часами давньогрецької колонізації VII—V століть до н. е., коли численні грецькі колонії з'явилися на узбережжі Лівії та Єгипту. Завоювання Олександра Македонського поклали початок досить тривалого періоду еллінізації.
Місто Карфаген був заснований на території сучасного Тунісу фінікійцями і був однією з найважливіших держав Середземномор'я до IV століття до н. е. Після Третьої Пунічної війни він був завойований римлянами і став центром провінції Африка. У ранньому Середньовіччі на цій території було засновано королівство вандалів, а пізніше вона входила до складу Візантії.
Навали римських військ дозволили консолідувати під контролем римлян все північне узбережжя Африки. Попри велику господарську та архітектурну діяльність римлян, території піддалися слабкій романізації, мабуть, в силу надмірної посушливості та безперервної активності берберських племен, відтиснутих, але не підкорених римлянами.
Давньоєгипетська цивілізація також потрапляла під владу спочатку греків, а потім римлян.

## Середні століття

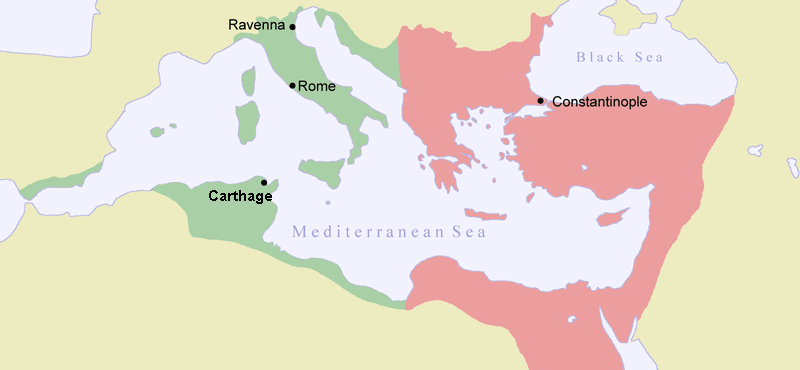
Візантійська імперія до 550 році

В умовах занепаду імперії активізовані вандалами бербери остаточно зруйнували осередки європейської, а також і християнської цивілізації в Північній Африці напередодні вторгнення арабів, які принесли з собою іслам і відтіснили Візантійську імперію, все ще контролювала Єгипет. До початку VII століття діяльність ранньоєвропейських держав в Африці повністю припинилася, і навпаки, експансія арабів з Африки мала місце в багатьох регіонах Південної Європи.
Епоха корінного перелому настане лише в ході завершальних етапів Реконкісти, коли християнські лідери Піренейського півострова, перемігши в боротьбі з мусульманами, спрямували свої погляди на протилежний берег Гібралтару — в країни Магрибу — одного з головних вогнищ ісламської цивілізації. Атаки іспанських і португальських військ в XV—XVI століттях призвели до захоплення цілої низки опорних пунктів в Африці (Канарських островів, а також фортець Сеута, Мелілья, Оран, Туніс і багатьох інших). Італійські мореплавці з Венеції та Генуї також вели активну торгівлю з регіоном починаючи з XIII століття.
В кінці XV століття португальці фактично контролювали західне узбережжя Африки, де розгорнули активну работоргівлю. Слідом за ними в Африку кинулися й інші європейці: голландці, французи, англійці.

## Ранній Новий час

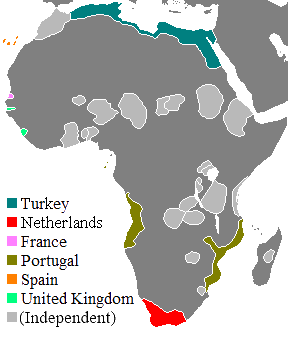
Африка в 1800 році

З XVII століття арабська торгівля з Африкою на південь від Сахари привела до поступової колонізації Східної Африки, в районі Занзібару. І хоча в деяких містах Західної Африки з'явилися арабські квартали, вони не стали колоніями, а спроби Марокко підпорядкувати собі землі Сахеля завершилися невдало.
Ранні європейські експедиції були сконцентровані на колонізації незаселених островів, таких як Кабо-Верде і Сан-Томе, а також на заснуванні фортів на узбережжі в якості торговельних баз.

## Гонитва за Африку
У другій половині XIX століття, особливо після Берлінської конференції, процес колонізації Африки придбав такий масштаб, що отримав назву «гонки за Африку»; практично весь континент (крім незалежних Ефіопії та Ліберії) до 1900 року був розділений між низкою європейських держав: Великою Британією, Францією, Німеччиною, Бельгією, Італією, свої старі колонії зберегли й кілька розширили Іспанія і Португалія.
В ході Першої світової війни Німеччина втратила (в основному вже в 1914 році) свої африканські колонії, які після війни перейшли під адміністрацію інших колоніальних держав за мандатами Ліги Націй.
Російська імперія ніколи не претендувала на колонізацію Африки, незважаючи на традиційно сильні позиції в Ефіопії, крім інциденту в Сагалло, що стався в 1889 році.

## Африканські колонії по метрополіях (станом на 1900-й рік)

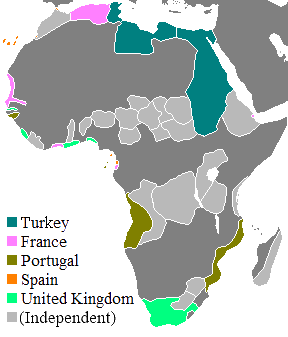
Африка в 1870 році

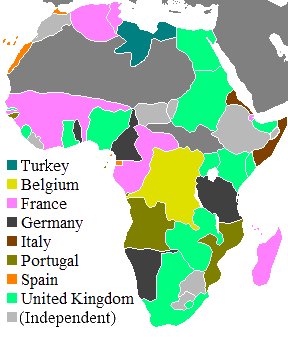
Африка в 1900 році

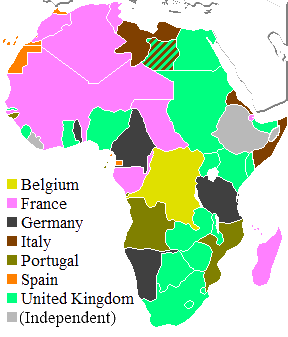
Африка в 1914 році

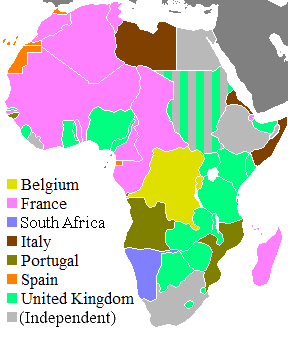
Африка в 1923 році

### Бельгія
- Вільна держава Конго (з 1908 року Бельгійське Конго, зараз Демократична Республіка Конго)

### Франція
- Алжир
- Туніс
- Марокко
- Французька Західна Африка
- Мавританія
- Сенегал
- Французький Судан (зараз Малі)
- Гвінея
- Кот-д'Івуар
- Нігер
- Французька Верхня Вольта (зараз Буркіна-Фасо)
- Дагомея (нині Бенін)
- Французька Екваторіальна Африка
- Габон
- Середнє Конго (нині Республіка Конго)
- Убанги-Шарі (зараз Центральноафриканська Республіка)
- Чад
- Французьке Сомалі (зараз Джибуті)
- Мадагаскар
- Коморські острови

### Німеччина (до 1919)

#### Німецька Східна Африка
- Руанда-Урунді (з 1919 мандат Бельгії, зараз Бурунді і Руанда)
- Танганьїка (з 1919 мандат Великої Британії, зараз частина Танзанії)
- Німецька Південно-Західна Африка (з 1919 мандат Південно-Африканського Союзу, зараз Намібія)

#### Німецька Західна Африка
- Німецький Камерун (з 1919 мандат Франції, зараз Камерун)
- Тоголенд (з 1919 розділ між Францією і Великою Британією, зараз Того)

### Італія

#### Італійська Північна Африка (з 1934Лівія)
- Триполітанія
- Киренаїка
- Феццан
- Еритрея
- Італійське Сомалі (зараз формально частина Сомалі)

### Португалія
- Ангола
- Португальське Конго (Кабінда) — зараз ексклав Анголи
- Португальська Східна Африка (зараз Мозамбік)
- Португальська Гвінея (зараз Гвінея-Бісау)
- Острови Зеленого мису (зараз Кабо-Верде)
- Сан-Томе і Принсіпі

### Іспанія
- Іспанська Сахара (зараз Західна Сахара — частина Марокко всупереч рішенням ООН)
- Ріо-де-Оро
- Сакія-ель-Хамра
- іспанське Марокко
- Сеута
- Мелілья
- Іспанське Південне Марокко (сектор Тарфая)
- Іфні
- Ріо-Муні (зараз континентальна частина Екваторіальної Гвінеї)
- Фернандо-По (зараз Біоко, острівна частина Екваторіальної Гвінеї)

### Велика Британія
- Англо-Єгипетський Судан

#### Британська Східна Африка
- Кенія
- Уганда
- Занзібар (зараз частина Танзанії)
- Британське Сомалі (зараз формально частина Сомалі)
- Південна Родезія (зараз Зімбабве)
- Північна Родезія (зараз Замбія)
- Ньясаленд (зараз Малаві)

#### Британська Південна Африка
- Капська колонія (нині — частина ПАР)
- Колонія Натал (нині — частина ПАР)
- Оранжева Республіка (нині — частина ПАР)
- Колонія Трансвааль (нині — частина ПАР)
- Бечуаналенд (зараз — Ботсвана)
- Басутоленд (зараз — Лесото)
- Свазіленд
- Гамбія
- Сейшельські острови
- Сьєрра-Леоне
- Маврикій
- Нігерія
- Золотий берег (зараз Гана)

### Незалежні держави
- Ліберія
- Абісинія (Ефіопія)
- Єгипет

### Міжнародна зона (1923—1956)
- Танжер, під спільним управлінням Великої Британії, Франції, Німеччини та (з 1928) Італії (зараз частина Марокко).